# Zwitsers snelwegvignet

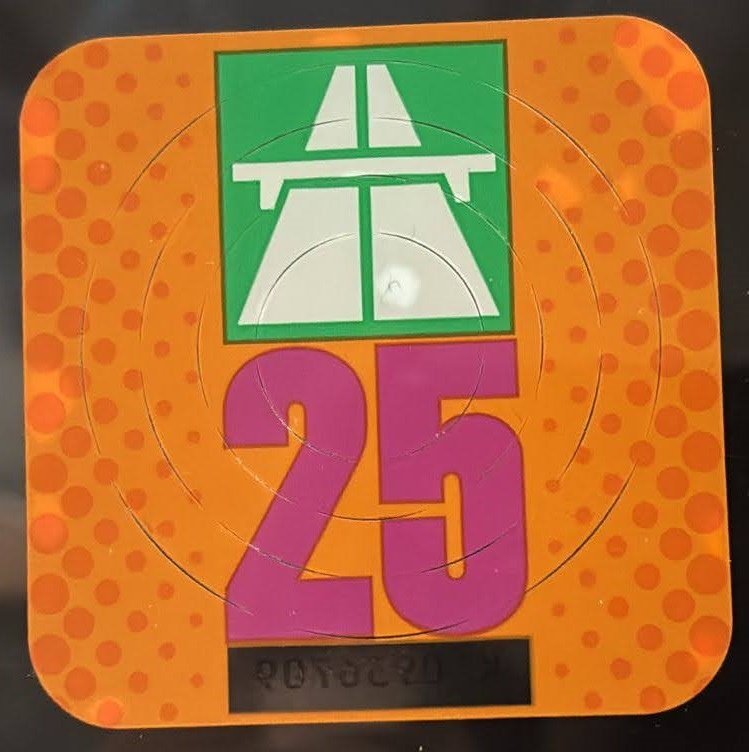
Vignet 2025 (voorkant)

Alle motorvoertuigen  die gebruik maken van de Zwitserse autosnelwegen zijn verplicht een vignet (tolsticker) te hebben, dat jaarlijks moet worden vervangen.
Een vignet kost 40 CHF voor alle auto's en motorfietsen met een maximaal toelaatbaar gewicht van 3,5 ton of minder. Voor aanhangwagens of caravans dient een extra vignet te worden gekocht. Het vignet is geldig gedurende 14 maanden van 1 december van het voorgaande jaar tot en met 31 januari van het jaar volgend op het vignet. Het vignet moet worden aangebracht op de binnenkant van de voorruit. Losse vignetten zijn niet geldig. Het vignet is zo ontworpen dat het niet kan worden verwijderd zonder dat het daarbij beschadigd wordt.
Voor vrachtwagens is een eigen tolmethode van toepassing.

## Verkooppunten
Vignetten worden in Zwitserland verkocht bij postkantoren, tankstations, garages, kantoren van de Touring Club Suisse (TCS), de kantonnale bestuurder en de voertuiglicentieagentschappen. Aan de grens zijn ze ook te koop bij de douanekantoren.
Buiten Zwitserland zijn de vignetten te koop bij toeristenbonden zoals de ANWB. Dicht bij de grens met Zwitserland worden ze ook verkocht via tankstations en kiosken gelegen aan de snelweg.
Je hoeft geen sticker te plakken als je het snelwegvignet online aanschaft via hun officiële website. Het op kenteken geregistreerde elektronische vignet is dan direct geldig.